# Andronico II di Trebisonda
Andronico II Comneno (in greco Ανδρόνικος Β ΄ Μέγας Κομνηνός?, Andronikos II Megas Komnēnos; 1240 – 1266) fu imperatore di Trebisonda dal marzo del 1263 fino alla morte.
Era il primogenito di Manuele I di Trebisonda e della sua prima moglie, Anna Xylaloe, una nobildonna trapezuntina.

## Il regno
Durante i suoi tre anni di regno sull'impero di Trebisonda, la capitale, Trebisonda, continuò a svilupparsi come grande centro commerciale; le cronache del tempo ci riportano che due mercanti francesi, provenienti da Marsiglia, vi si erano recati tra il 1263 e il 1264 per consegnare una lettera all'imperatore da parte di Carlo d'Angiò, conte di Provenza.
Il regno di Andronico II è ricordato per la perdita per mano dei mongoli della città di Sinope, città che era stata conquistata dal padre. Con la perdita di Sinope, l'impero di Trebisonda, che pretendeva di essere il vero erede dell'impero bizantino, perse l'ultima speranza di riconquistare Costantinopoli, visto che la città di Sinope era l'unica città al confine con l'impero bizantino, ex impero di Nicea, che si era preso la corona imperiale bizantina dopo la riconquista di Costantinopoli nel 1261. Secondo lo storico Fallmerayer, il pagamento dei tributi da parte dei mongoli a Manuele I di Trebisonda terminò con la morte di Hulagu Khan nel 1265; tuttavia questa teoria è probabilmente errata, visti i successivi eventi e la deposizione del suo successore Giorgio.
Andronico II morì nel 1266, gli succedette il fratellastro Giorgio di Trebisonda.

## Ascendenza
|                            |   |         | Genitori               |  |  | Nonni |  |  | Bisnonni        |  |  | Trisnonni           |  |
|                            |   |         |                        |  |  |       |  |  | Manuele Comneno |  |  | Andronico I Comneno |  |
|                            |   |         |                        |  |  |       |  |  | Manuele Comneno |  |  | Andronico I Comneno |  |
|                            |   | …       |                        |  |  |       |  |  | Manuele Comneno |  |  |                     |  |
| Alessio I di Trebisonda    |   |         |                        |  |  |       |  |  | Manuele Comneno |  |  |                     |  |
|                            |   | Rusudan | Giorgio III di Georgia |  |  |       |  |  |                 |  |  |                     |  |
|                            |   | Rusudan | Giorgio III di Georgia |  |  |       |  |  |                 |  |  |                     |  |
|                            |   | Rusudan | Burdukhan d'Alania     |  |  |       |  |  |                 |  |  |                     |  |
| Manuele I di Trebisonda    |   | Rusudan |                        |  |  |       |  |  |                 |  |  |                     |  |
|                            |   | …       | …                      |  |  |       |  |  |                 |  |  |                     |  |
|                            |   | …       | …                      |  |  |       |  |  |                 |  |  |                     |  |
|                            |   | …       | …                      |  |  |       |  |  |                 |  |  |                     |  |
| Teodora Axuchina           |   | …       |                        |  |  |       |  |  |                 |  |  |                     |  |
|                            |   | …       | …                      |  |  |       |  |  |                 |  |  |                     |  |
|                            |   | …       | …                      |  |  |       |  |  |                 |  |  |                     |  |
|                            |   | …       | …                      |  |  |       |  |  |                 |  |  |                     |  |
| Andronico II di Trebisonda |   | …       |                        |  |  |       |  |  |                 |  |  |                     |  |
|                            | … | …       |                        |  |  |       |  |  |                 |  |  |                     |  |
|                            | … | …       |                        |  |  |       |  |  |                 |  |  |                     |  |
|                            | … | …       |                        |  |  |       |  |  |                 |  |  |                     |  |
| …                          | … |         |                        |  |  |       |  |  |                 |  |  |                     |  |
|                            |   | …       | …                      |  |  |       |  |  |                 |  |  |                     |  |
|                            |   | …       | …                      |  |  |       |  |  |                 |  |  |                     |  |
|                            |   | …       | …                      |  |  |       |  |  |                 |  |  |                     |  |
| Anna Xylaloe               |   | …       |                        |  |  |       |  |  |                 |  |  |                     |  |
|                            |   | …       | …                      |  |  |       |  |  |                 |  |  |                     |  |
|                            |   | …       | …                      |  |  |       |  |  |                 |  |  |                     |  |
|                            |   | …       | …                      |  |  |       |  |  |                 |  |  |                     |  |
| …                          |   | …       |                        |  |  |       |  |  |                 |  |  |                     |  |
|                            |   | …       | …                      |  |  |       |  |  |                 |  |  |                     |  |
|                            |   | …       | …                      |  |  |       |  |  |                 |  |  |                     |  |
|                            |   | …       | …                      |  |  |       |  |  |                 |  |  |                     |  |
|                            |   | …       |                        |  |  |       |  |  |                 |  |  |                     |  |